# Лун-Лейк (тауншип, Миннесота)
Лун-Лейк (англ. Loon Lake) — тауншип в округе Касс, Миннесота, США. На 2000 год его население составило 376 человек.

## География
По данным Бюро переписи населения США площадь тауншипа составляет 46,5 км², из которых 45,0 км² занимает суша, а 1,5 км² — вода (3,28 %).

## Демография
По данным переписи населения 2000 года здесь находились 376 человек, 143 домохозяйства и 112 семей.  Плотность населения —  8,4 чел./км².  На территории тауншипа расположено 185 построек со средней плотностью 4,1 построек на один квадратный километр. Расовый состав населения: 98,67 % белых, 0,27 % афроамериканцев, 0,27 % азиатов и 0,80 % приходится на две или более других рас.
Из 143 домохозяйств в 39,2 % воспитывались дети до 18 лет, в 67,8 % проживали супружеские пары, в 4,2 % проживали незамужние женщины и в 21,0 % домохозяйств проживали несемейные люди. 18,2 % домохозяйств состояли из одного человека, при том 6,3 % из — одиноких пожилых людей старше 65 лет. Средний размер домохозяйства — 2,63, а семьи — 2,97 человека.
27,7 % населения — младше 18 лет, 5,6 % — в возрасте от 18 до 24 лет, 25,5 % — от 25 до 44, 29,3 % — от 45 до 64, и 12,0 % — старше 65 лет. Средний возраст — 40 лет. На каждые 100 женщин приходилось 108,9 мужчин.  На каждые 100 женщин старше 18 приходилось 117,6 мужчин.
Средний годовой доход домохозяйства составлял 37 750 долларов, а средний годовой доход семьи —  45 625 долларов. Средний доход мужчин —  31 042  доллара, в то время как у женщин — 27 679. Доход на душу населения составил 16 489 долларов. За чертой бедности находились 12,6 % семей и 13,1 % всего населения тауншипа, из которых 11,3 % младше 18 и 12,8 % старше 65 лет.